# 후먼 조약
후먼 조약(중국어 간체자: 虎门条约, 정체자: 虎門條約, Treaty of the Bogue, 1843년 10월 3일)은 1840년~1842년에 발발한 제1차 아편 전쟁 이후 체결된 난징 조약의 후속조약으로 청나라와 영국 간 1843년 10월 3일에 체결된 불평등 조약이다. 호문 조약, 호문 추가조약이라고도 한다. 후먼자이(虎門寨)는 광저우에서 가까운 지역인데, 이곳에서 조약을 맺었다고 하여, 후먼 조약이라고 한다.

## 개요
난징 조약의 불명확한 내용을 명확하게 규정함으로써 영국의 헨리 포팅거(Henry Pottinger)와 청나라 치잉(耆英)을 대표로 하여 홍콩에서 청나라-영국 오구통상(五口通商章程) 규정을 체결하고, 또 10월 18일에 후먼(虎門)에서 《난징조약속약》 또는 《호먼추가조약》(虎門寨追加條約)으로 체결했다. 내용은 다음과 같다. (오구는 아래의 다섯 항구를 뜻한다.)

## 내용
1. 청나라는 광저우, 푸저우, 샤먼, 닝보, 상하이 다섯 개 항을 개항하고, 영국 배의 통상을 인정한다．
2. 영국 상인이 내륙을 어디에나 진출할 수 있다.
3. 영국인은 다섯 개 항구에 토지를 정하여, 집을 빌리고 또는 스스로 토지를 빌려 거주할 수 있다．
4. 영국인이 죄를 범하면, 영국 관헌이 체포하고, 중국에 알리고, 영국의 관헌이 조사하는 영사재판권을 인정한다.
5. 만약 청나라가 다른 나라와 새로운 조약을 체결할 경우, 영국보다 조건이 유리하면, 영국에도 그 조건을 인정한다. 즉, 청조는 영국에 대해 최혜국 대우를 우선 인정한다.

## 결과
서양 열강에 대한 중국의 합법적인 조계에 대한 제도적인 정비를 마련하여, 다음 해인 1844년에 미국도 왕샤조약(望厦條約)을, 프랑스도 황푸조약을 각각 체결하여 본격적인 조계시대로 진입한다.
이것은 청나라의 관세 자주권 상실로 인한 경제적인 종속과, 치외법권을 인정하여 정치적으로도 종속을, 개항장에서 군함의 정박을 인정함으로써 군사주권마저도 내준 굴욕적인 조약이 되고 말았다.

## 같이 보기
- 제1차 아편 전쟁: 1840년~1842년
- 난징 조약: 1842년 8월 29일
- 왕샤 조약: 중국-미국, 1844년 7월 3일
- 황푸 조약: 중국-프랑스1844년 10월 24일